# Astronia papetaria
Astronia papetaria är en tvåhjärtbladig växtart som beskrevs av Carl Ludwig von Blume. Astronia papetaria ingår i släktet Astronia och familjen Melastomataceae. Inga underarter finns listade i Catalogue of Life.